# Curt Bär
Hermann Gustav Curt Bär (* 1. Februar 1901 in Hamburg; † 21. Oktober 1981 ebenda) war ein deutscher Lehrer und Widerstandskämpfer gegen den Nationalsozialismus.

## Leben und Wirken
Bär war der Sohn eines Schiffsoffiziers und wuchs in Hamburg-Harvestehude auf. Sein Vater starb 1913. Bär besuchte zunächst die Realschule, die er mit dem Einjährigenzeugnis verließ. Anschließend legte er Ostern 1919 das Abitur an der Oberrealschule in Eimsbüttel ab und begann ein Studium der Physik und Mathematik an der Hamburger Universität. 1920 führte er das Studium an der Universität Göttingen fort, wo er sich dem Internationalen Jugendbund anschloss, der den linken Flügel der SPD unterstützte und 1926 den Namen Internationaler Sozialistischer Kampfbund (ISK) annahm.
Zum Wintersemester 1921/22 kehrte Bär in die Hansestadt zurück, blieb Mitglied des ISK und erhielt 1924 das Staatsexamen in Mathematik, Physik sowie Turnen. Nach dem Referendariat von 1924 bis 1926 nahm Bär im Oktober 1926 eine Stelle als Lehrer an der Hansa-Schule an. 1929 lernte er Inge Lürtzing kennen, die er am 21. April 1932 heiratete.
Nachdem Bär Schriften des ISK am Bergedorfer Bahnhof verteilt hatte, wurde er im April 1932 nach Protesten seiner Schule an die Volksschule in der Von-Essen-Straße in Barmbek-Süd zwangsversetzt. Am 13. Mai 1933 wurde er zunächst vom Dienst freigestellt und zum 1. Juli desselben Jahres nach Paragraph 4 des Gesetzes zur Wiederherstellung des Berufsbeamtentums ohne weitere Bezüge aus dem Dienst entlassen.
Bärs Wohnung in Barmbek wurde in der Folgezeit mehrfach durchsucht; Bär am 9. August 1933 zunächst im KZ Fuhlsbüttel und später im KZ Wittmoor inhaftiert und am 27. Oktober aus der Haft entlassen. Gemeinsam mit seiner Frau bezog er eine Wohnung in Nettelnburg und setzte sich weiterhin illegal für die Belange des ISK ein. Am 5. Juni 1936 nahm ihn die SS erneut fest. Bär verbrachte zunächst fünf Monate in Einzelhaft im KZ Fuhlsbüttel, gefolgt von einer Inhaftierung in der Untersuchungshaftanstalt am Holstenglacis ab März 1937. Nachdem er am 7. Dezember 1937 zu vier Jahren Haft aufgrund der „Vorbereitung zum Hochverrat“ verurteilt worden war, wurde er in die Justizvollzugsanstalt Oslebshausen bei Bremen verlegt. Die Haft endete am 7. Juni 1940.
Nach dem Ende des Zweiten Weltkriegs nahm Bär die Lehrtätigkeit wieder auf. Zudem übernahm er die Leitung des Komitees ehemaliger politischer Gefangener in Bergedorf und engagierte sich in Arbeitsgemeinschaften, die sich mit der Erziehung Jugendlicher und Wirtschaftsfragen beschäftigten.

## Familienangehörige
Bär hatte eine Schwester, Magda Thürey, die im Juli 1945 an den Folgen einer vorherigen Inhaftierung im KZ Fuhlsbüttel verstarb.
Curt und Inge Bär hatten zwei Töchter.

## Ehrungen
Seit 1995 erinnert der Curt-Bär-Weg im damaligen Allermöhe, seit 2011 zu Neuallermöhe gehörend, an den 1981 verstorbenen Lehrer.